# Rourea harmandiana
Rourea harmandiana är en tvåhjärtbladig växtart som beskrevs av Jean Baptiste Louis Pierre. Rourea harmandiana ingår i släktet Rourea och familjen Connaraceae. Inga underarter finns listade i Catalogue of Life.